# Лешня (Львовская область)
Лешня (укр. Лішня) — село в Дрогобычской городской общине Дрогобычского района Львовской области Украины.
Население по переписи 2001 года составляло 2367 человек. Занимает площадь 2,993 км². Почтовый индекс — 82127. Телефонный код — 3244.